# Filippine ai XVI Giochi paralimpici estivi
Le Filippine hanno partecipato ai XVI Giochi paralimpici estivi, che si sono svolti a Tokyo, in Giappone, dal 24 agosto al 5 settembre 2021. Originariamente previsti per l'estate 2020, sono stati rimandati di un anno a causa della pandemia di COVID-19.
Portabandiera alla cerimonia di apertura è stato l'atleta Jerrold Pete Mangliwan, mentre in quella di chiusura lo è stato il nuotatore Ernie Gawilan. Entrambi erano alla loro seconda paralimpiade.
Gli atleti della delegazione erano inizialmente sei, di cui quattro uomini e due donne. La sollevatrice Achelle Guion, qualificatasi alla manifestazione, è risultata positiva al virus SARS-CoV-2 il 22 agosto 2021 ed è stata costretta a ritirarsi dalla rassegna. Il 29 agosto seguente è stata invece annunciata la positività della discobola Jeanette Aceveda, già partita per Tokyo, a cui ha fatto seguito il 2 settembre quella del taekwondoka Allain Ganapin, che di fatto ha dimezzato il numero di atleti partecipanti. La Nazione non ha conquistato alcuna medaglia, per la prima volta dal 2012.

## Contesto
La pandemia di COVID-19, causa del rinvio dei Giochi paralimpici stessi, ha altresì influenzato la preparazione dei paratleti filippini: molti centri sportivi di allenamento, infatti, sono stati convertiti in centri di quarantena durante la crisi sanitaria nell'arcipelago filippino.
Il 22 agosto è stata confermata la positività al virus SARS-CoV-2 di alcuni componenti della delegazione tra cui allenatori, la sollevatrice Achelle Guion e il responsabile della missione paralimpica filippina Francis Carlos Diaz. La quarantanovenne e multimedagliata ai Giochi para-asiatici è stata pertanto costretta a rinunciare alla manifestazione sportiva, mentre Diaz è stato sostituito dal presidente del Comitato Paralimpico Filippino (in inglese Philippine Paralympic Committee o PPC) Michael Barredo. 
Alla parata delle nazioni nello stadio Olimpico di Tokyo durante la cerimonia di apertura dei Giochi paralimpici, la delegazione è stata guidata dal portabandiera Jerrold Pete Mangliwan. I rappresentanti del Paese asiatico hanno sfilato in barong tagalog, l'indumento elegante tradizionale delle Filippine, e salakot.
La delegazione di cinque atleti ha subito ulteriori perdite il 29 agosto, quando è stato annunciato il ritiro per positività al SARS-CoV-2 della discobola Jeanette Aceveda, e il 2 settembre seguenti, con il forfait per contagio al virus del taekwondoka Allain Ganapin. 
Il Comitato olimpico nazionale filippino ha dichiarato di aver ricompensato ogni atleta con ₱150.000 per sola partecipazione.

## Delegazione
| Sport            | Uomini | Donne | Totale |
| ---------------- | ------ | ----- | ------ |
| Atletica leggera | 1      | 0     | 1      |
| Nuoto            | 2      | 0     | 2      |
| Taekwondo        | 1      | 0     | 1      |
| Totale           | 4      | 0     | 4      |

## Risultati

### Atletica leggera paralimpica
Le Filippine hanno qualificato due rappresentanti per gli eventi di atletica leggera paralimpica, l'atleta Jerrold Pete Mangliwan e la discobola Jeanette Aceveda, tramite invito della commissione.
La Aceveda, in procinto di gareggiare nel lancio del disco F11, è risultata positiva al virus SARS-CoV-2 il 29 agosto 2021 ed è stata pertanto costretta a rinunciare ai Giochi paralimpici.
| Q | Qualificato al turno successivo per la posizione in qualificazione                                                           |
| q | Qualificato per il turno successivo per ripescaggio o, negli eventi su campo, conquistando la misura minima per qualificarsi |

| Atleta                 | Evento     | Batteria  | Batteria  | Finale    | Finale    |
| Atleta                 | Evento     | Risultato | Posizione | Risultato | Posizione |
| ---------------------- | ---------- | --------- | --------- | --------- | --------- |
| Jerrold Pete Mangliwan | 100 m T52  | N.D.      | N.D.      | 20"08     | 8º        |
| Jerrold Pete Mangliwan | 400 m T52  | 1'03"41   | 7º q      | dq        | -         |
| Jerrold Pete Mangliwan | 1500 m T52 | N.D.      | N.D.      | 3'58"24   | 6º        |

### Nuoto paralimpico
Maschile
| Atleta        | Evento                | Batteria  | Batteria  | Finale      | Finale      |
| Atleta        | Evento                | Risultato | Posizione | Risultato   | Posizione   |
| ------------- | --------------------- | --------- | --------- | ----------- | ----------- |
| Ernie Gawilan | 400 m stile libero S7 | 4'58"58   | 6º Q      | 4'56"24     | 6º          |
| Ernie Gawilan | 100 m farfalla S7     | 1'21"60   | 10º       | non qualif. | non qualif. |
| Ernie Gawilan | 200 m misti SM7       | 2'50"49   | 9º        | non qualif. | non qualif. |
| Gary Bejino   | 400 m stile libero S6 | 5'52"28   | 13º       | non qualif. | non qualif. |
| Gary Bejino   | 100 m dorso S6        | 1'28"87   | 20º       | non qualif. | non qualif. |
| Gary Bejino   | 50 m farfalla S6      | 36"14     | 14º       | non qualif. | non qualif. |
| Gary Bejino   | 200 m misti SM6       | 3'17"19   | 17º       | non qualif. | non qualif. |

### Taekwondo paralimpico
Le Filippine avevano qualificato il ventitreenne Allain Ganapin per questa edizione dei Giochi, con l'ottenimento della quota paralimpica. Ganapin è risultato positivo al virus SARS-CoV-2 il 2 settembre, il giorno prima di gareggiare contro l'azero Abulfaz Abuzarli nei sedicesimi della 75 kg maschile K44, ed è stato costretto al ritiro: tuttavia, poiché i sorteggi della categoria erano già stati definiti, è rimasto de facto in competizione ed è stato automaticamente squalificato.	
Maschile
| Atleta         | Evento     | Sedicesimi           | Quarti               | Semifinali           | Finale               | Finale          |
| Atleta         | Evento     | Avversario Punteggio | Avversario Punteggio | Avversario Punteggio | Avversario Punteggio | Classifica      |
| -------------- | ---------- | -------------------- | -------------------- | -------------------- | -------------------- | --------------- |
| Allain Ganapin | −75 kg K44 | A. Abuzarli (AZE) dq | non qualificato      | non qualificato      | non qualificato      | non qualificato |